# Saskia Webber
Saskia Webber (* 13. Juni 1971 in Princeton, New Jersey) ist eine US-amerikanische Fußballspielerin.

## Leben
Mit sechs Jahren begann Webber Fußball zu spielen. Sie besuchte die Princeton High School. Von 1996 bis 1998 war Webber Mitglied im Sportverein OKI F.C. Winds. Von 2001 bis 2003 spielte Webber für die Franchises der Philadelphia Charge und New York Power in der WUSA. Von 1992 bis 1999 war sie Mitglied in der US-amerikanischen Fußballnationalmannschaft. 1996 gewann sie mit der US-Auswahl die Goldmedaille bei den Olympischen Spielen in Atlanta, wobei sie als Ersatztorhüterin hinter Briana Scurry nicht zum Einsatz kam. 1999 gewann sie mit der US-Mannschaft die Weltmeisterschaften. Webber lebt offen homosexuell in den Vereinigten Staaten.

## Erfolge
- Weltmeister 1999
- Olympiasieger 1996

## Auszeichnungen und Preise (Auswahl)
- 1998: Rutgers Athletics Hall of Fame